# Adalhard van Parijs
Adalhard van Parijs (ca. 830 - na 10 oktober 890) was een belangrijk edelman in West-Francië in de tweede helft van de negende eeuw.
Adalhard erfde de villa Sennecy van zijn oom Eberhard (van moeders zijde) maar dit bezit werd in beslag genomen door Karel de Kale, omdat Eberhard zich bij de overdracht niet aan de juiste regels zou hebben gehouden. Adelhard was gezant van de koning in Bourgondië. Zijn dochter trouwde in 875 met Lodewijk de Stamelaar, de kroonprins van West-Francië. Dit huwelijk werd wegens te nauwe bloedverwantschap een tijd lang niet door de geestelijkheid erkend. In 877 was Adalhard gedurende het verblijf van Karel de Kale in Italië paltsgraaf en regent van West-Francië. In 882 werd hij graaf van Parijs, als opvolger van zijn oom Leuthard II van Parijs.
Adalhard was zoon van Wulfhard van Angoulême, graaf van Flavigny, en Suzanna, dochter van Bego van Toulouse. De naam van Adalhards vrouw is niet bekend. Hij was vader van:
- Wulfhard, (ca. 855 - 6 september 880-893), sticht de abdij van Flavigny en wordt daar in 875 abt.
- Adelheid van Parijs.